# Allkaruen
Allkaruen is een geslacht van uitgestorven pterosauriërs behorend tot de Breviquartossa dat tijdens het Jura leefde in het gebied van het huidige Argentinië. De enige benoemde soort is Allkaruen koi.

## Vondst en naamgeving
In 2000 werd bij La Lluvia, in de Cañadón Carrizal in de provincie Chubut in Patagonië, skeletten gevonden van een kleine pterosauriër. De vondst werd in 2010 gemeld in de wetenschappelijke literatuur.
In 2016 werd op basis van een van de skeletten  de typesoort Allkaruen koi benoemd en beschreven door Laura Codorniú, Ariana Paulina Carabajal, Diego Pol, David Unwin en Oliver Walter Mischa Rauhut. De geslachtsnaam is afgeleid van het Tehuelche all, 'brein', en karuen, 'oeroud', een verwijzing naar de het bewaard blijven van een hersenpan. De soortaanduiding koi betekent 'meer' in het Tehuelche, een verwijzing naar het vinden in een meerafzetting.
Het holotype bestaat uit drie specimina die geacht worden tot een enkel individu te behoren en die dus niet worden beschouwd als syntypen. Het betreft MPEF-PV 3613, een hersenpan, MPEF-PV 3609, een stel onderkaken en MPEF-PV 3615, een halswervel. Ze maken deel uit van de collectie van het Museo Paleontológico "Egidio Feruglio". Daarnaast is specimen MPEF-PV 3616 toegewezen, een middelste halswervel. Op de vindplaats zijn meer pterosauriërbotten aangetroffen waaronder een tweede stel onderkaken en vleugelbotten. Die zijn niet toegewezen hoewel er geen aanwijzingen zijn voor het voorkomen van twee taxa.
Het holotype is gevonden in een laag van de Cañadón Asfalto-formatie die dateert uit het Aalenien-Toarcien en dus de grens tussen het vroege en middelste Jura, 174 miljoen jaar geleden, overspant.

## Beschrijving
Allkaruen is een kleine pterosauriër met een vleugelspanwijdte van vermoedelijk niet meer dan een meter.
In 2016 werden enkele onderscheidende kenmerken vastgesteld. Eén daarvan is een autapomorfie, een unieke afgeleide eigenschap. De onderkaak heeft vooraan vier of wellicht vijf grote, door een tussenschot duidelijk gescheiden, tandkassen met pas erachter een lengtegroeve voor de overige tanden. Daarnaast is er een unieke combinatie van op zich niet unieke kenmerken. De tak van het voorhoofdsbeen richting postorbitale heeft een pneumatisch foramen. Het bovenste achterhoofd is schuin naar achteren en boven gericht maar de achterhoofdsknobbel is schuin naar achteren en beneden gericht. De processus basipterygoidei zijn staafvormig en wijken uit elkaar onder een hoek van 20 tot 25°. De onderkaak is lang met in zijaanzicht een bolle onderrand. De middelste halswervels zijn langwerpig met een lage wervelboog en een plaatvormig doornuitsteeksel. De middelste hals wervels hebben pneumatische openingen in de zijkant van het wervellichaam en het voetstuk van de wervelboog. De middelste halswervels hebben gereduceerde parapofysen zonder contactfacet. De middelste halswervels missen secundaire uitsteeksels op de gewrichtsuitsteeksels.

## Fylogenie
Een kladistische analyse had tot uitkomst dat Allkaruen de zustersoort was van de Monofenestrata.
De gevonden positie van Allkaruen in de evolutionaire stamboom wordt getoond door het volgende kladogram.
|  | Nesodactylus    |
|  |                 |
|  | Rhamphorhynchus |
|  |                 |
|  | Cacibupteryx    |
|  |                 |

|  | Sordes        |
|  |               |
|  | Scaphognathus |
|  |               |

|  | \| \| Darwinopterus \| \| \| \| \| \| Wukongopterus \| \| \| \| |
|  |                                                                 |
|  | Pterodactyloidea                                                |
|  |                                                                 |
|  | Darwinopterus                                                   |
|  |                                                                 |
|  | Wukongopterus                                                   |
|  |                                                                 |

|  | Darwinopterus |
|  |               |
|  | Wukongopterus |
|  |               |

|  | \| \| Darwinopterus \| \| \| \| \| \| Wukongopterus \| \| \| \| |
|  |                                                                 |
|  | Pterodactyloidea                                                |
|  |                                                                 |
|  | Darwinopterus                                                   |
|  |                                                                 |
|  | Wukongopterus                                                   |
|  |                                                                 |

|  | Darwinopterus |
|  |               |
|  | Wukongopterus |
|  |               |

|  | Nesodactylus    |
|  |                 |
|  | Rhamphorhynchus |
|  |                 |
|  | Cacibupteryx    |
|  |                 |

|  | Sordes        |
|  |               |
|  | Scaphognathus |
|  |               |

|  | \| \| Darwinopterus \| \| \| \| \| \| Wukongopterus \| \| \| \| |
|  |                                                                 |
|  | Pterodactyloidea                                                |
|  |                                                                 |
|  | Darwinopterus                                                   |
|  |                                                                 |
|  | Wukongopterus                                                   |
|  |                                                                 |

|  | Darwinopterus |
|  |               |
|  | Wukongopterus |
|  |               |

|  | \| \| Darwinopterus \| \| \| \| \| \| Wukongopterus \| \| \| \| |
|  |                                                                 |
|  | Pterodactyloidea                                                |
|  |                                                                 |
|  | Darwinopterus                                                   |
|  |                                                                 |
|  | Wukongopterus                                                   |
|  |                                                                 |

|  | Darwinopterus |
|  |               |
|  | Wukongopterus |
|  |               |